# جوردن لوبورني
جوردن لوبورني (بالفرنسية: Jordan Leborgne)‏ (29 سبتمبر 1995 في فرنسا - ) هو لاعب كرة قدم فرنسي في مركز الوسط. لعب مع نادي كاين ونادي مونبلييه.

## وصلات خارجية
- جوردن لوبورني على موقع قاعدة بيانات كرة القدم.إي يو (الإنجليزية)
- جوردن لوبورني على موقع Soccerway.com (الإنجليزية)
- جوردن لوبورني على موقع AS.com (الإسبانية)